# (36138) 1999 RW167
1999 RW167 (asteroide 36138) é um asteroide da cintura principal. Possui uma excentricidade de 0.04218080 e uma inclinação de 3.96922º.
Este asteroide foi descoberto no dia 9 de setembro de 1999 por LINEAR em Socorro.